# Louis Dumont
Louis Charles Jean Dumont (Salónica, 1 de agosto de 1911-París, 19 de noviembre de 1998) fue un antropólogo francés, profesor asociado en la Universidad de Oxford durante la década de 1950 y director en la École des Hautes Études en Sciences Sociales de París. Era especialista en la cultura y sociedades de la India y estudió la filosofía social e ideologías de la cultura occidental.
Uno de sus principales trabajos es Homo Hierarchicus: Ensayo sobre el sistema de castas (1966), que trata sobre las castas y subcastas de la India. En 1991 recibió el Premio europeo Amalfi de sociología y ciencias sociales por L'ideologie allemande.

## Algunas publicaciones
- La Tarasque: essai de description d'un fait local d'un point de vue ethnographique, Paris, Gallimard, 1957
- Une sous-caste de l'Inde du sud. Organisation sociale et religion des Pramalai Kallar., La Haye-Paris, Mouton, 1964
- La civilisation indienne et nous: esquisse de sociologie comparée, Paris, Armand Colin, 1967
- Homo hierarchicus. Essai sur le système des castes, Paris, Gallimard, 1971
- Introduction à deux théories d'anthropologie sociale: groupes de filiation et alliance de mariage, Paris-La Haye, Mouton, 1971
- Homo Æqualis I: genèse et épanouissement de l'idéologie économique (1977); II: l'Idéologie allemande ; Paris, Gallimard/BSH, 1978
- Essais sur l'individualisme. Une perspective anthropologique sur l'idéologie moderne, Paris, Le Seuil, 1985